# Eugene O'Neill
Eugene Gladstone O'Neill (New York, 16 ottobre 1888 – Boston, 27 novembre 1953) è stato un drammaturgo statunitense.

Insignito del premio Nobel per la letteratura nel 1936, O'Neill è stato una figura fondamentale per il teatro statunitense anche per il fatto che questo, a causa anche dell'ostracismo puritano contro gli spettacoli, era pressoché inesistente: O'Neill attinse strumenti, tecniche e idee da tutto il teatro europeo e usò e ricreò il coro e le maschere del teatro greco, le tecniche del melodramma e, soprattutto, quelle del realismo ibseniano, fuse con quelle dell'espressionismo di August Strindberg. Il suo fu il primo tentativo di trattare criticamente gli elementi di corruzione, disgregazione, e alienazione della civiltà statunitense.

## Biografia

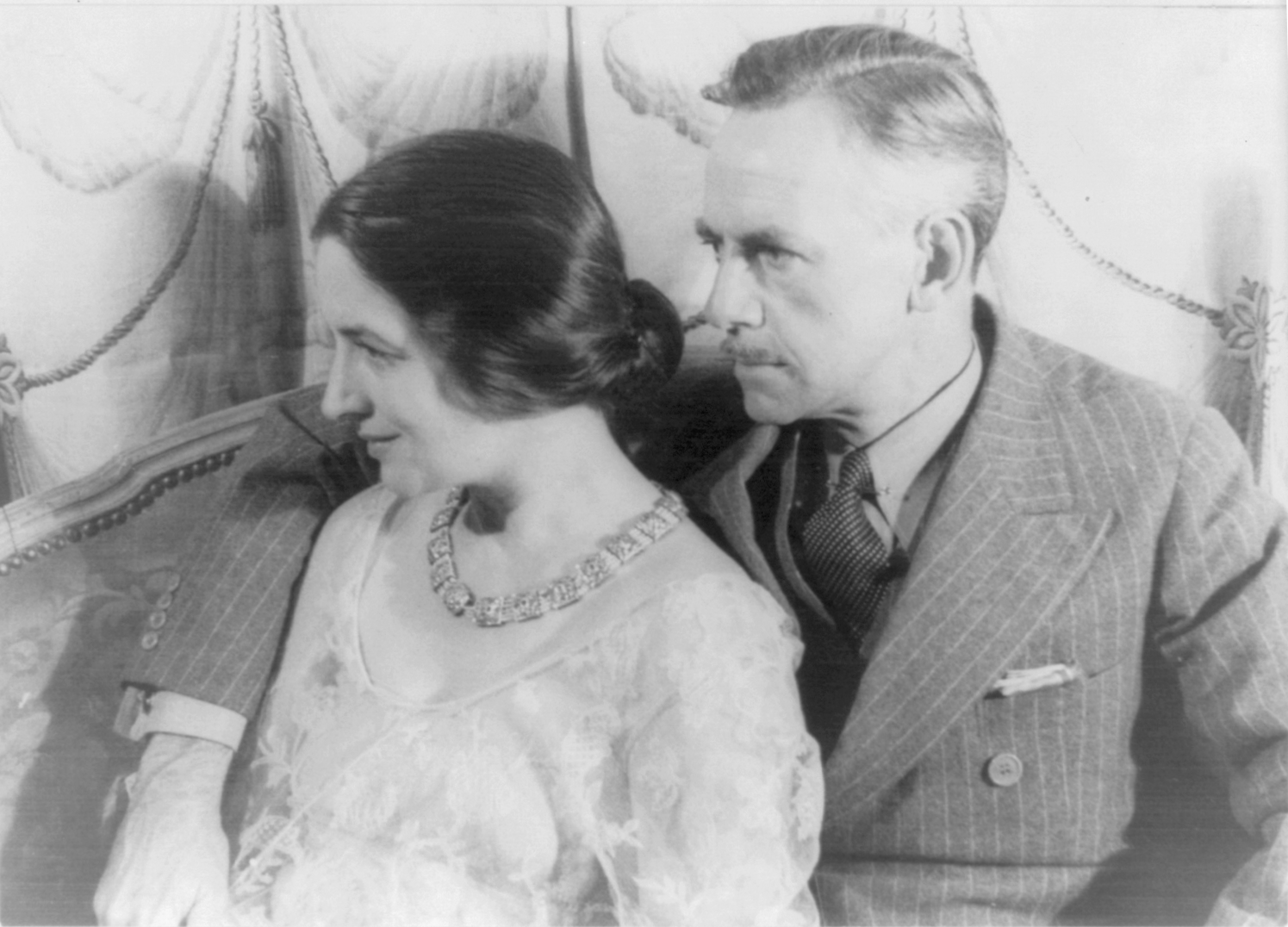
O'Neill con Carlotta Monterey, 1933

Figlio dell'attore irlandese cattolico James O'Neill, e di una pianista, O'Neill ebbe dimestichezza con la scena sin da bambino: correndo sotto un telone blu, faceva l'onda del Conte di Montecristo. Da piccolo frequentò per sei anni scuole cattoliche prima di iscriversi all'Accademia di Stamford.
Iscrittosi all'Università di Princeton, ne fu espulso dopo un anno e subì la stessa sorte all'Università di Harvard a causa di ubriachezza. Da allora fu un susseguirsi di avventure, di contatti con gli uomini più diversi: sposo solamente per tre giorni con una moglie preoccupata e fuggitiva a causa dalla sua dissolutezza, cercatore d'oro in Honduras dopo un naufragio, marinaio sui mari del Sud, disoccupato sul fronte del porto di Buenos Aires, direttore di scena nella compagnia del padre.
Questa girandola di esperienze finì quando, malato di tubercolosi, negli Stati Uniti d'America dovette entrare in sanatorio. Qui, dopo ampie letture di Ibsen e Strindberg, scoprì la sua vocazione di scrittore e, dimesso dal sanatorio, iniziò la produzione teatrale.

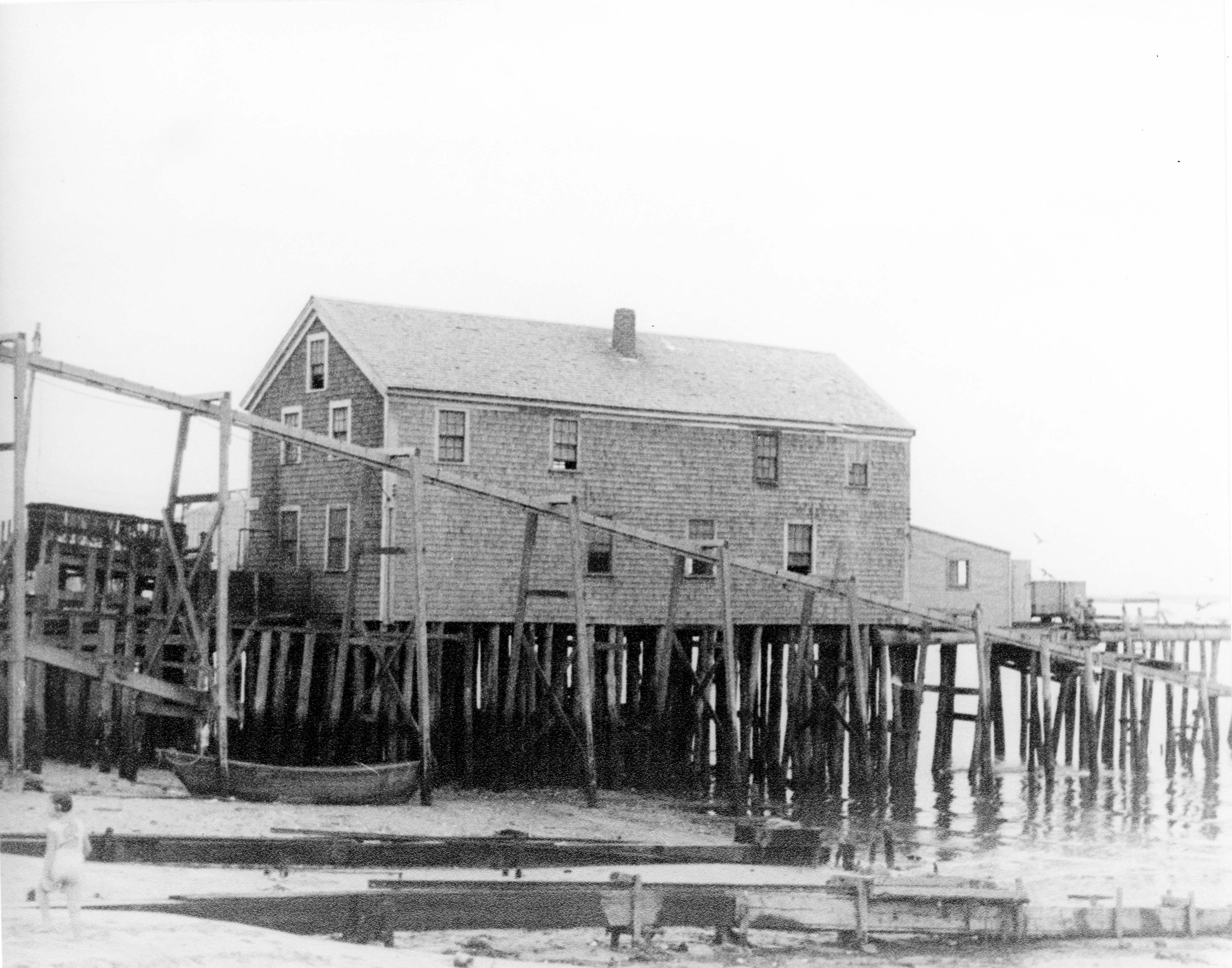
Teatro di Provincetown dove le prime opere di O'Neill vennero rappresentate

Nei Drammi marini fece rivivere gli uomini e le scene incontrati negli anni precedenti: marinai, prostitute, fuorilegge, vecchi vapori, bettole, tutti al centro di un fatalismo che spesso non lasciava speranze. In viaggio per Cardiff (1916) fu un successo, Oltre l'orizzonte, che conquistò il premio Pulitzer nel 1920, fu un dramma ambientato nei campi agricoli e nella campagna, nel quale l'autore mise in evidenze le passioni primitive ed i sentimenti. In questa opera O'Neill cercò un filo conduttore con gli eroi del teatro greco ed orientale, e lo intravide nella difficoltà che i protagonisti incontrano nella lotta per la sopravvivenza.
In questi e negli altri drammi più riusciti (come L'imperatore Jones del 1920) O'Neill trascese la sua forte ispirazione sociale proponendo la drammatica parabola della stessa condizione umana: l'uomo è al mondo per lottare e per essere sconfitto. In questa opera, O'Neill si avvicinò all'espressionismo focalizzando la sua attenzione sui misteri del sovrannaturale.
Se in Differenze (1921), l'espressionismo tese allo spirito allegorico, nel Il primo uomo (1922), l'autore descrisse le contraddizioni del conformismo, mentre La fontana (1923) si risolse in un dramma imperniato sul mondo onirico. Tutti i figli di Dio hanno le ali (1924) entrò a far parte della collezione di opere a sfondo sociale, visto che toccò la tematica dell'ingiustizia e del razzismo.
In Desiderio sotto gli olmi (1924), con sinistra ironia, O'Neill fece a pezzi la filosofia americana del successo e la sua mitica incarnazione: il pioniere fisicamente gagliardo e moralmente sano. Le passioni umane tendenti all'animalesco vengono guidate, in questa rappresentazione, dal desiderio irrefrenabile e liberatorio di possedere la terra.
Nelle opere successive, nelle quali lavorò a stretto contatto con il suo amico Robert Edmond Jones, che durano a volte sei ore (Strano interludio del 1928, Il lutto si addice ad Elettra del 1931), subentrarono preoccupazioni metafisiche e religiose, tanto che i critici tratteggiano un ciclo mistico, influenzato dalla temporanea conversione al cattolicesimo dell'autore. Il gran Dio Brown si basò sul richiamo delle Furie modernizzate, sulle forze irrazionali che dominano il mondo produttivo.
Nello stesso periodo O'Neill si accostò alle teorie freudiane, utilizzate per sciogliere i nodi principali delle sue opere, come la natura matrigna, il sesso schiavizzante e la libertà soffocata dal determinismo.
Ma negli ultimi anni O'Neill riprese la vena realistica, seppure in chiave di approfondimento psicologico dei personaggi: tale è Lungo viaggio verso la notte, dettato nel 1940, dedicato alla moglie e rappresentato postumo, tutto imperniato su pochi personaggi ispirati alla propria famiglia (madre morfinomane, padre alcolizzato, il figlio, O'Neill stesso, tubercolotico). La sua fama, già rinsaldata dal premio Nobel per la letteratura nel 1936, ricevette negli USA, dopo la sua morte, una consacrazione sospetta ma definitiva: due suoi lavori furono adattati ad operetta.

## Opere
- A Wife for a Life (1913, atto unico)
- The Web (1913, atto unico)
- Thirst (1913, atto unico)
- Recklessness (1913, atto unico)
- Warnings (1913, atto unico)
- Fog (1914, atto unico)
- Bread and Butter (1914)
- Bound East for Cardiff (1914, sulla "Glencairn"), tr. In viaggio per Cardiff
- Abortion (1914, atto unico)
- The Movie Man: a Comedy (1914, atto unico)
- Servitude (1914)
- The Sniper (1915, atto unico)
- The Personal Equation (1915)
- Before Breakfast (1916, atto unico), tr. Prima di colazione
- Now I Ask You (1916)
- In the Zone (1917, sulla "Glencairn"), tr. In zona di guerra o Zona di guerra[2]
- Ile (1917, atto unico), tr. La pesca
- The Long Voyage Home (1917, sulla "Glencairn"), tr. Il lungo viaggio di ritorno[3], Lungo viaggio per tornare a casa
- The Moon of the Caribbees (1918, sulla "Glencairn"), tr. La luna dei Caraibi[4]
- The Rope (1918, atto unico), tr. La corda
- Beyond the Horizon (1918, premio Pulitzer), tr. Oltre l'orizzonte
- Shell Shock (1918, atto unico), tr. Olio
- The Dreamy Kid (1918, atto unico), tr. Il Fantasia
- Where the Cross Is Made (1918, atto unico), tr. Dov'è segnata la croce
- The Straw (1919), tr. Il fuscello
- Chris Christophersen (1919)
- Gold (1920), tr. Oro
- Anna Christie (1920, premio Pulitzer), tr. Anna Christie
- The Emperor Jones (1920), tr. L'imperatore Jones
- Diff'rent (1921), tr. Differenze
- The First Man (1922), tr. Il primo uomo
- The Hairy Ape (1922), tr. Lo scimmione
- The Fountain (1923), tr. La fontana
- Welded (1924), tr. Per sempre uniti
- All God's Chillun Got Wings (1924), tr. Tutti i figli di Dio hanno le ali
- Desire Under the Elms (1925), tr. Desiderio sotto gli olmi
- Marco Millions (1923-25), tr. Marco Milioni
- The Great God Brown (1926), tr. Il gran Dio Brown
- Lazarus Laughed (1925-26), tr. Lazaro rise
- Strange Interlude (1928, premio Pulitzer), tr. Strano interludio
- Dynamo (1929), tr. Dinamo
- Mourning Becomes Electra (1931), tr. Il lutto si addice ad Elettra
- Ah, Wilderness! (1933), tr. Fermenti
- Days Without End (1933), tr. Giorni senza fine
- The Last Will and Testament of an Extremely Distinguished Dog (1940, lettera di consolazione alla moglie Carlotta Monterey per la morte del cane)
- A Touch of the Poet (1942, in scena 1958), tr. L'estro del poeta
- More Stately Mansions (1936-39, in scena 1967), tr. Più grandiose dimore
- The Iceman Cometh (1940, in scena 1946), tr. Arriva l'uomo del ghiaccio
- Long Day's Journey into Night (1941, in scena 1956, premio Pulitzer), tr. Lungo viaggio verso la notte
- Hughie (1941, atto unico, in scena 1959)
- A Moon for the Misbegotten (1941-43, in scena 1947), tr. Una luna per i bastardi
- Tomorrow (1953, incompleto)
- Poems, 1912-1944 (1980, a cura di Donald Gallup)
- "The Theatre We Worked for": the Letters of Eugene O'Neill to Kenneth Macgowan (1982, a cura di Jackson R. Bryer e Ruth M. Alvarez, Yale University Press)
- The Calm of Capricorn (ritrovato nel 1983)
- Selected Letters of Eugene O'Neill (1988, a cura di Travis Bogard e Jackson R. Bryer, scelta di lettere)
- The Unknown O'Neill: Unpublished or Unfamiliar Writings (1988, a cura di Travis Bogard)
- Conversations with Eugene O'Neill (1990, a cura di Mark W. Estrin, interviste raccolte per la serie della University Press of Mississippi)